# Подводные лодки класса «Амур»
Подводные лодки класса «Амур» — проект российских неатомных подводных лодок четвёртого поколения. Позиционируются как экспортная версия подводной лодки проекта 677 «Лада» и модернизированный вариант подводной лодки проекта 877 «Палтус» («Варшавянка») с улучшенной акустической скрытностью, новыми боевыми системами и опцией воздушно-независимой двигательной установки (ВНД). Новые лодки относятся к четвертому поколению подводных лодок семейства «Палтус».
Лодка вооружена ракетным комплексом с установкой вертикального пуска (УВП) и возможностью вести залповый огонь по нескольким заранее обозначенным целям. Акустическая сигнатура этих подводных лодок в несколько раз ниже, чем у более старых подводных лодок типа «Палтус». Обе модификации оснащены средствами электронного противодействия нового поколения. Они могут быть оснащены воздухонезависимыми двигателями, что значительно увеличивает автономность и дальность плавания под водой. ВНД может быть размещён в дополнительном отсеке либо во время строительства новой лодки, либо при модернизации существующих лодок.
По утверждению производителя, лодки могут действовать во всех акваториях, кроме районов с твердым ледяным покровом, при любых погодных условиях, на мелководье и на больших глубинах.

## Разработка
Главный конструктор ЦКБ «Рубин» по проектам «Амур 1650» и «Амур 950» — Юрий Кормилицин. Как результат дальнейшего развития идей, уже реализованных в подводных лодках типа «Палтус», лодки типа «Амур» являются однокорпусными, с минимальным водоизмещением, что позволяет снизить акустическую сигнатуру и повысить эффективность двигательной установки. В стадии разработки находится новый главный электрический двигатель, использующий постоянные магниты. По прогнозам, он обеспечит высокий КПД даже на малых скоростях.

## Планируемые версии
Разработано целое семейство подводных лодок с различным водоизмещением и составом вооружения и оборудования. Основными вариантами являются «Амур-950» и «Амур-1650».
| Модель:                                    | Амур 550                  | Амур 750                  | Амур 950                                                   | Амур 1450                        | Амур 1650                        | Амур 1850   |
| ------------------------------------------ | ------------------------- | ------------------------- | ---------------------------------------------------------- | -------------------------------- | -------------------------------- | ----------- |
| Водоизмещение (надводное / подводное), т:  | 550 / 700                 | 700 / 900                 | 950 / 1300                                                 | 1450 / 2100                      | 1650 / ?                         | 1850 / 2600 |
| Длина, м                                   | 46,0                      | 48,0                      | 56,8                                                       | 58,0                             | 66,8                             | 68,0        |
| Ширина, м                                  | 4,4                       | 5,0                       | 5,65                                                       | 7,2                              | 7,1                              | 7,2         |
| Скорость подводная, уз.                    | 18                        | 17                        | 20                                                         | 17                               | 19                               | 22          |
| Дальность плавания (ВНД/шноркель), м. миль | 250 / 1500                | 250 / 3000                | 350 / 4000                                                 | 300 / 4000                       | 500 / 6000                       | 500 / 6000  |
| Глубина погружения, м                      | 200                       | 200                       | 300                                                        | 250                              | 300                              | 250         |
| Автономность, сут.                         | 20                        | 20                        | 30                                                         | 30                               | 45                               | 50          |
| Экипаж, чел.                               | 18                        | 21                        | 19                                                         | 34                               | 35                               | 37          |
| Вооружение:                                | 4×400-мм ТА, 8 торпед/мин | 4×400-мм ТА, 8 торпед/мин | 4×533-мм ТА, 16 торпед/мин/ракеты, 10 УВП для ракет БраМос | 6×533-мм ТА, 18 торпед/мин/ракет | 6×533-мм ТА, 16 торпед/мин/ракет |             |

## Строительство
Корпусные секции подводной лодки «Амур»
Одна подводная лодка была заложена по проекту 677Э «Амур-1650» на Адмиралтейских верфях в 1997 году, по состоянию на 2005 год готовность составляла 47 %, в 2009 году строительство было остановлено по причине отсутствия заказчиков, в 2011 году конструкции недостроенной лодки были выведены из цеха и по состоянию на 2023 год продолжали находиться на территории Адмиралтейских верфей.
Планировались экспортные поставки лодок этого типа в Индию, но вместо этого в 2005 году Индия заказала подводные лодки типа «Скорпен». 4 июля 2013 года «Рособоронэкспорт» объявил, что предложит «Амур-1650» ВМС Марокко, если будет объявлен тендер на закупку новых подводных лодок. В 2021 году между Россией и Аргентиной велись переговоры относительно лицензионного производства «Амур-1650» компанией Tandanor в рамках более крупной сделки по поставкам оружия.

## Представители
| Наименование | Верфь                | Проект | Зав № | Заложена   | Спущена на воду | Принята в строй | Флот | Состояние                        | Примечания              |
| ------------ | -------------------- | ------ | ----- | ---------- | --------------- | --------------- | ---- | -------------------------------- | ----------------------- |
| «Амур»       | Адмиралтейские верфи | 677Э   |       | 26.12.1997 | -               | -               | -    | Строительство остановлено в 2009 | Модификация «Амур-1650» |